# Sokół nowozelandzki
Sokół nowozelandzki (Falco novaeseelandiae) – gatunek średniej wielkości ptaka drapieżnego z rodziny sokołowatych (Falconidae). Jedyny żyjący endemiczny ptak drapieżny Nowej Zelandii. Lokalnie nazywa się go „jastrzębiem z buszu” lub krogulcem. Często mylony jest z większym i bardziej pospolitym błotniakiem moczarowym (Circus approximans).

## Występowanie

### Zasięg występowania

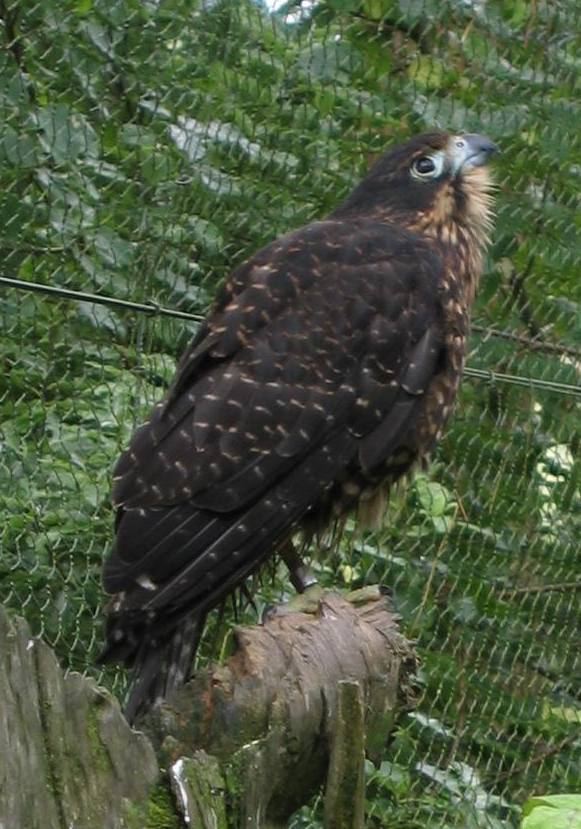
Osobnik młodociany

Spotyka się go w gęstym buszu i na stromych wzniesieniach na Wyspie Południowej. Jest rzadkim ptakiem na północnej granicy areału i w centralnej części Wyspy Północnej. Występuje także w niewielkim stopniu w regionie Northland. Mała populacja gnieździ się też na Wyspie Stewart i Wyspach Auckland. Na Wyspach Chatham znany jest tylko z kopalnych skamieniałości.
Jest to gatunek monotypowy (nie wyróżnia się podgatunków). Ze względu na rozmieszczenie rozróżnia się jednak 3 formy różniące się upierzeniem, rozmiarem, liczebnością i typem zasiedlanego biotopu:
- sokół nowozelandzki z buszu – liczy 650 par lęgowych, które rozmnażają się na Wyspie Północnej i w północno-zachodniej części Wyspy Południowej,
- forma południowa – wykryto 200 par lęgowych, które gnieżdżą się w Parku Narodowym Fiordland (południowo-zachodnia część Wyspy Południowej), na Wyspie Stewart i otaczających ją wysepkach, oraz na Wyspach Auckland,
- forma wschodnia – ok. 3150 par lęgowych na otwartych przestrzeniach we wschodniej części Wyspy Południowej.

### Środowisko
Ulubionymi siedliskami ptaka są obszary zalesione i gęsty busz. Potrafi się jednak dostosować do innych biotopów – zasiedla lasy gospodarcze, wylesienia przeznaczone na pastwiska dla hodowli owiec, rozległe łąki i zakrzewienia. Spotyka się go na terenach od poziomu morza po 1500 m n.p.m., choć lokalnie zalatuje do 2100 m n.p.m.

## Morfologia
Ornitolodzy różnie opisywali tego ptaka – jako nietypowego sokoła lub krewniaka trzech południowoamerykańskich gatunków (sokoła rudogardłego F. deiroleucus, sokoła białogardłego F. rufigularis i sokoła rdzawobrewego F. femoralis). Jednakże analiza białek pobranych z piór sugeruje bliskie pokrewieństwo z australijskim sokołem brunatnym (F. berigora).
Różni się od dużo większego błotniaka moczarowego (lokalnie Kāhu), który jest pospolitym gatunkiem w całej Nowej Zelandii, łapaniem innych ptaków w locie, a rzadkim spożywaniem padliny. Może być agresywny, co z pełną gwałtownością zachowania przejawia się w trakcie obrony swego terytorium. Notowano ataki sokoła nowozelandzkiego na psy, a nawet na ludzi. 
Jest o około 1/3 mniejszy od błotniaka moczarowego. Długość ciała 40–50 cm; rozpiętość skrzydeł: samce około 60 cm, samice około 80 cm. Masa ciała: samce 240–350 g, samice 410–640 g.

## Gniazdo
Gniazda znajdują się w zagłębieniach na trawiastym podłożu lub w próchniczej glebie. Umiejscowienie może być różnorakie – pod skałami na nachylonych stokach lub pod polanami, gałęziami na ziemi. Sprawia to jednak, że pisklęta i jaja są bezbronne w kontakcie z drapieżnikami.

## Pożywienie
Poluje zarówno z ukrycia, jak i z lotu szybującego. Falistym lotem przelatuje za zdobyczą między drzewami. Ofiary są łapane na ziemi i w powietrzu. Jego dieta jest bardzo zróżnicowana. Składa się głównie z ptaków małych i średnich o masie 10 g do około 1000 g, ale także ze ssaków do wielkości dorosłego zająca o wadze około 3 kg. Łapie też owady, jeśli na danym obszarze występują, gady, takie jak jaszczurki. Padlinę zdarza mu się jeść bardzo rzadko.

## Status, zagrożenie i ochrona

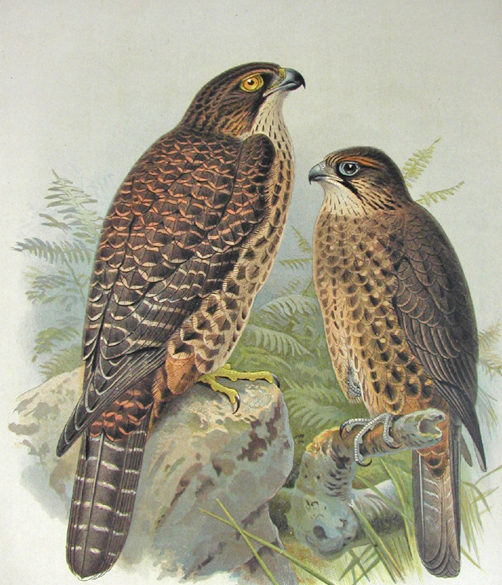
Sokół nowozelandzki (ilustracja z książki pt. Birds of New Zealand z 1888 roku)

Międzynarodowa Unia Ochrony Przyrody (IUCN) uznaje sokoła nowozelandzkiego za gatunek najmniejszej troski (LC – least concern) od 2022 roku; wcześniej, od 1988 był klasyfikowany jako gatunek bliski zagrożenia (NT – near threatened).
Pomimo objęcia ochroną od 1970 roku nadal uważa się go za gatunek o stosunkowo wysokim ryzyku wymarcia; prawdopodobnie jednak nigdy nie był to ptak pospolity. Ogólną populację sokoła nowozelandzkiego w 1978 roku szacowano na 3700–4400 par lęgowych, czyli ok. 7400 do 8800 osobników dorosłych; obecna liczba może być mniejsza ze względu na niszczenie naturalnych siedlisk, grabieże jaj i młodych przez gatunki inwazyjne i prześladowania przez ludzi.

### Program ochrony sokołów w winnicach
W latach 2005–2010 Ministerstwo Rolnictwa i Leśnictwa Nowej Zelandii sfinansowało program ochrony ptaków wędrownych (żyjących w winnicach regionu Marlborough), w którym sokoły pełnią rolę kontrolną. Początkowo przeniesiono cztery sokoły do winnic z sąsiednich wzniesień. Po wypuszczeniu kolejnych 15 ptaków rozpoczęły one sezon lęgowy – po raz pierwszy na tym terenie od 150 lat. Głównym zagrożeniem dla sokołów nowozelandzkich w tym regionie jest porażenie prądem po kontakcie z przewodami lub transformatorami rozdzielczymi – w ten sposób zginęło pięć sokołów w 2006.

## Znaczenie w kulturze człowieka
Sylwetka sokoła nowozelandzkiego znajduje się na rewersie nowozelandzkiego banknotu 20-dolarowego. Dwukrotnie był przedstawiony na znaczkach pocztowych. W 2006 roku wydano również 5-dolarową monetę kolekcjonerską z jego wizerunkiem.